# 沃齐米日·卢班斯基

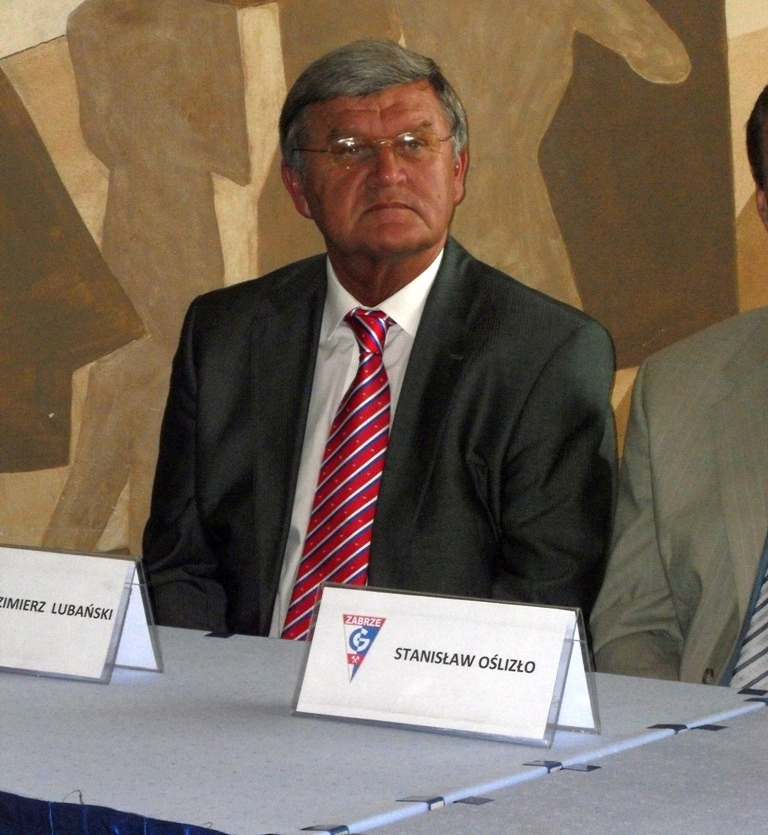
沃齐米日·卢班斯基

沃齐米日·卢班斯基（波蘭語：Włodzimierz Leonard Lubański，1947年2月28日—），波蘭足球員，曾是1972年慕尼黑奥运会男子足球項目冠军隊員。
鲁班斯基在1960年代在波蘭球會Górnik Zabrze成名，隨後成為波蘭队的核心队员。尽管他常受伤病困扰，仍四次成为波兰联赛最佳射手，并作为队长，率波兰获得72年慕尼黑奥运会冠军。一年后他在世界杯预选赛对英格兰的比赛中遭到严重的大腿拉伤，以至他错过了随后波兰取得第三名的世界杯决赛圈阶段比赛。1978年他又重新回到了世界杯的比赛场，最后他在比利时和法国结束了自己的职业生涯，在國家隊留下75場出賽、48顆進球的成績（進球數居國家隊史第二位）。
他共获得7次波兰联赛冠军，6次波兰杯赛冠军。

## 外部連結
- （波兰語）弗洛德兹米尔斯·鲁班斯基 （页面存档备份，存于） (90minut.pl)